# Polypodium rothmaleri
Polypodium rothmaleri är en stensöteväxtart som beskrevs av Shivas. Polypodium rothmaleri ingår i släktet Polypodium och familjen Polypodiaceae. Inga underarter finns listade.